# Симаков, Роман Николаевич
Рома́н Никола́евич Симако́в (28 марта 1984 года, Кемерово — 8 декабря 2011 года, Екатеринбург) — российский боксёр, чемпион Азии по версии WBC. Мастер спорта России по боксу.
Являлся 8-м в мировом рейтинге полутяжеловесов WBC, 3-м из 23 боксеров в рейтинге Российского профессионального бокса и 74-м из 814 в основном Мировом рейтинге.
5 декабря 2011 г. в Екатеринбурге Симаков проводил бой с Сергеем Ковалёвым, за пояс чемпиона Азии в полутяжёлом весе по версии WBC. В 7-м раунде, Симаков потерял сознание прямо на ринге. Позже, в больнице сообщили, что от полученных тяжелейших травм мозга, боксер впал в кому. Днём, 8 декабря, в больнице г. Екатеринбурга, не приходя в сознание, Роман Симаков скончался.

## Биография
Родился 28 марта 1984 года в городе Кемерово.
С 2008 года являлся профессиональным боксёром в полутяжёлом весе. Провел 210 боев на любительском ринге и одержал 185 побед (120 досрочно). В профессиональном боксе — 20 побед (10 досрочно), 1 поражение и 1 ничья. Являлся Мастером Спорта России и имел 2 титула в профессиональном боксе: чемпионский пояс WBC Asia и пояс Чемпиона России по версии журнала «Про Бокс». Занимал 8-ю строчку в мировом рейтинге WBC, 4-ю в рейтинге Российского профессионального бокса и 84 в основном Мировом рейтинге.

## Любительская карьера
Заниматься боксом начал с 1998 года. В 1999 году стал победителем Всероссийских турниров в г. Рубцовск и г. Кемерово. В 2000 году выиграл «Первенство Вооружённых Сил России» в г. Мегион. Эта победа дала право выхода на основное первенство России, которое проходило в г. Курск. В данных соревнованиях принимали участие сильнейшие боксеры. Провел 4 боя и стал победителем, что дало возможность участвовать в «Первенстве Европы» в 2000 году в Греции, г. Афины. На этом первенстве стал победителем среди боксёров не старше 17 лет.
В 2001 году стал победителем международного турнира г. Минусинск. Победитель всероссийского турнира в г. Красноярск. В 2002 году, выступая на соревнованиях уже среди юниоров, стал призёром «Первенства России» г. Тюмень. Занял 2-е место на Кубке России г. Рязань. Так же занял 2-е место на международном турнире г. Волгоград. Победитель турнира «Юность России» г. Ишим. Победитель Всероссийских турниров в г. Кемерово и г. Междуреченск.
В 2003 году, начал принимать участие в боях среди взрослых боксеров, старше 19 лет. Победитель международного турнира в г. Кемерово. 2-е место на «Зимнем Чемпионате Юность России: Олимпийские Надежды» (боксёры до 23 лет) г. Сызрань. В этом году присвоено звание мастера спорта России.
В 2004 году, в г. Чита стал Чемпионом Сибирского Федерального Округа. Победитель Всероссийских турниров г. Междуреченск и г. Красноярск.
В 2005 году, снова становится чемпионом Сибирского Федерального Округа в г. Кемерово. В этом же году стал бронзовым призёром «Молодёжного чемпионата России», где участвовали боксеры до 23 лет. Победитель Всероссийских турниров г. Новосибирск и г. Междуреченск.
В 2006 году становится победителем Сибирского федерального округа в очередной раз, г. Иркутск. Победитель Всероссийского турнира г. Красноярск, а также победитель спартакиады «Народов Сибири» г. Новосибирск. На чемпионате МВД России в г. Москва занял 3-е место. В этом же году занял 2-е место на Кубке России (в составе сборной Сибирского ФО) г. Челябинск.
В 2007 году стал победителем Международной матчевой встречи Россия-Казахстан г. Кемерово. Победитель международного турнира «Байкал» г. Улан-Удэ. Победитель Всероссийских турниров г. Тольятти и г. Самара. В течение 2007 года был на учебно-тренировочных сборах в Германии, где проводил тренировки с боксёрами-профессионалами Мирового уровня и высокого класса.
На любительском ринге провел 210 боёв, 185 побед, из них 120 досрочно.
Получил награды от губернатора Кемеровской области А. Г. Тулеева: грант, благодарственное письмо и Почётную грамоту.

## Профессиональная карьера
В 2008 году дебютировал в профессиональном боксе. В Екатеринбурге состоялся первый 4-раундовый бой, в котором Роман одержал победу нокаутом во 2-м раунде. В этом же году 3 раза был на сборах с чемпионами Мира в Германии, где приобрёл нужный опыт.
В 2009 году с участием Романа проходила международная встреча с боксёром из Казахстана, организованная при участии Кости Цзю в г. Самара. В этом бою стал победителем. После данного боя ему вручил кубок победителя Александр Тихонов. В этом же году был на сборах в Чехии и Германии.

### Бой с Василием Лепихиным
2 июля 2009 года в бою за вакантный титул Чемпиона Балтийского Боксёрского Союза (BBU) встретился с действующим чемпионом России, непобежденным Василием Лепихиным. В первом раунде Симаков смотрелся лучше, но в 3-м Лепихин отправил его в нокдаун. Далее бой проходил с переменным успехом. В итоге Лепихин победил раздельным решением судей
В 2010 г. провел 3 международных и 2 рейтинговых боя. Первый проходил в г. Москва с боксёром с Украины. В этом бою был разыгран пояс на призы журнала «Про бокс». В 5-м раунде Роман одержал победу досрочно и пояс привёз в г. Кемерово. Второй проходил в Эстонии, противник был немец, в этом бою соперник 2 раза побывал в нокдауне. 23 мая в Москве на Красной Площади провёл бой с боксером, который владел титулом «Чемпион Германии». Уже во 2-м раунде бой закончился досрочно, победой Романа.
Летом принимал участие в тренировочно-спортивных сборах в Гане. Оценил уровень профессионального бокса на данном континенте, он оказался высоким. После сборов, 29 августа, в г. Пятигорск состоялся 8-раундовый бой с очень сильным на его взгляд соперником, который являлся оппонентом боксеров, входящих в Мировую Элиту профессионального бокса. Данный поединок не прошёл всю дистанцию, так как соперник отказался выйти после 7-го раунда. Победа была за Романом.
В ноябре проходили сборы в Германии, г. Берлин, где он готовился и участвовал в спаррингах с действующими чемпионами мира Артуром Абрахамом и Марко Хуком. После сборов состоялся в г. Екатеринбург 6-раундовый бой, который завершился его победой.
В феврале 2011 г. Провел рейтинговый 8-раундовый бой в Эстонии с боксером из Латвии, по очкам Роман одержал победу.

### Бой с Дугласом Отьено
В марте 2011 года в г. Кемерово состоялся титульный 12-раундовый бой по версии WBC Asia с противником из Кении Дугласом Отьено. В этом тяжёлом поединке, вновь была одержана победа.
В апреле проводил спарринги в Германии с Чемпионом Европы Эдуардом Гуткнехтом, интерконтинентальным Чемпионом Мира Каро Муратом и Чемпионом Мира Артуром Абрахамом. В мае провел рейтинговый бой в г. Кемерово с противником из г. Миасс, так же одержал победу. 27 июля провел рейтинговый 8-раундовый бой в г. Назрань, в котором одержал победу. В августе провел 3 недели на учебно-тренировочных сборах в Германии с Чемпионом Мира Кароли Бальзаем.
Являлся 8-м в мировом рейтинге WBC, 3-м из 23 боксеров в рейтинге Российского профессионального бокса и 74-м из 814 в основном Мировом рейтинге.

## Смерть на ринге
На 5 декабря 2011 г. в Екатеринбурге был запланирован бой с челябинцем Сергеем Ковалёвым за пояс чемпиона Азии в полутяжёлом весе по версии WBC.
Ковалёв прибыл в Екатеринбург в субботу 3 декабря. В отеле RAMADA разместились все участники предстоящего боксерского вечера. На следующий день прошло взвешивание в ТРК «Алатырь». На взвешивании объявили, что бой будет транслировать телеканал «Россия-2» в прямом эфире. На взвешивании выступил Костя Цзю, пригласив всех жителей города посмотреть бой.

### Бой
5 декабря бой начался по запланированному расписанию. Ковалёв, в своем блоге на сайте vringe.com, так описывал предстоящий бой:
Особого плана на бой у меня не было: решил, что буду отталкиваться от ситуации, проще говоря — импровизировать по ходу боя. Ранее мы не встречались с Ромой, хотя и боксировали в одной весовой категории по любителям.
Ковалёв доминировал на протяжении всего боя. Роман пропустил очень много сильных ударов. На 58 секунде 7-го раунда Роман упал, рефери остановил бой. Роман встал, но тут же у него подкосились ноги, он успел ухватиться за канаты. Через несколько секунд 27-летний боксер потерял сознание. С ринга его унесли на носилках и срочно доставили в центральную городскую больницу № 24 г. Екатеринбурга. Как выяснилось в больнице, Роман впал в кому. Ковалёву присудили победу техническим нокаутом.

### 5—7 декабря
Экстренно была проведена трепанация черепа, удалена большая субдуральная гематома справа. Но Симаков по-прежнему находился в крайне тяжёлом состоянии. На месте удаленной гематомы происходило постоянное геморрагическое пропитывание, иными словами — кровоизлияние в мозг. Операция длилась семь часов.

### 8 декабря
Узнав о коме, Ковалёв в своем блоге 8 декабря (10 часов 20 минут) под заголовком «Цена титула оказалась очень высока…» написал: 
«Очень переживаю по этому поводу, жалко его очень. Молюсь, чтобы он выкарабкался. Во вторник вечером я вернулся в Челябинск, и в среду мы с моей супругой Натальей сходили в церковь, поставили свечи и заказали молитву батюшке за его здравие. Приношу свои искренние извинения родственникам Ромы — видит Бог, не желал я ему такого. Держись, Роман!!! Ну, а я, в свою очередь, хочу выразить благодарность всем болельщикам, кто пришёл меня поддержать, и особенно всем моим друзьям, приехавшим на бокс из Челябинска. Огромное спасибо, друзья. Теперь отдохну пару месяцев от бокса и проведу их в родном Челябинске, чтобы набраться новых сил на следующий плодотворный год».
Буквально через 25 минут, (10 часов 45 минут) несмотря на предпринятые врачами меры, Роман Симаков, не приходя в сознание скончался в центральной городской больнице № 24 Екатеринбурга.
Родители не успели попрощаться с Романом — их самолет приземлился на 30 минут позже, уже после того, как скончался Роман.
По предварительным данным, причиной смерти явились тяжёлая черепно-мозговая травма и ушиб головного мозга.

## После трагедии
9 декабря Ковалёв в своем блоге под заголовком «Прости меня, Ромка…» написал:
«В этой записи блога хочу прокомментировать сам бой с Романом Симаковым. Как вы все сами видели, встреча началась довольно ровно и осторожно, только во втором раунде у меня стало получаться лучше, чем в первом. В середине четвёртого раунда я повредил большой палец левой руки, прооперированный четыре года назад, и сбавил темп, дав Роману вымахаться и тоже как-то активизироваться.
После удачной атаки в шестом раунде, после которой Рома оказался в нокдауне, я подумал, что он уже не станет продолжать бой. Во всяком случае, я очень этого хотел, ведь он и до этого пропустил уже очень много ударов, да и мой палец тоже отзывался болью при каждом ударе слева. Честно говоря, я удивился стойкости, терпению и характеру Ромы, когда он встал и решил дальше продолжить бой.
Если вы ещё раз внимательно посмотрите запись поединка, то увидите, что в седьмом раунде я не провёл ни одного удара в голову Романа и даже не вкладывался в них, а просто легко выбрасывал руки. Когда Рома попятился назад, я попытался пробить по корпусу левым снизу, но попал в его предплечье. Роман „сломался“ не от удара. В тот момент я подумал о том, что наконец-то Рома принял правильное решение и отказался продолжать бой. Когда я спустился из ринга и пошёл к Роману, то его уже не было в раздевалке. Его увезли в больницу… Отличный был Боец и Человек. Вечная память ему.
Пытались со своим менеджером связаться с его родителями, но они и разговаривать с нами не желают. Я их прекрасно понимаю, понимаю их состояние, ведь они потеряли своего сына. Мой менеджер купил им билеты из Кемерово до Екатеринбурга.

Свой следующий бой, если я вообще ещё выйду на ринг, посвящу Роману. А гонорар, который получу за него, перечислю его родителям в честь памяти Романа. Прости меня, Ромка, и покойся с миром….»
10 февраля 2012 г. Ковалёв в своем блоге под заголовком «Прилетел в тренировочный лагерь в Америку» написал:
«Всем привет! Ну вот и закончился мой отпуск, который я провел на Родине, в родном Челябинске после трагичного исхода поединка 5 декабря 2011 года между мной и Романом Симаковым. После того, что произошло, у меня не было особого желания снова выходить на ринг, но как говорится, „время лечит“, и вот два дня назад я снова приступил к тренировкам. Продлился мой отпуск довольно долго и насыщенно, целых два месяца. Успел погостить у всех своих родных, потом и сам принимал их в гости, затапливал для них баньку. Встретил новый 2012 год. В общем, всё было по-домашнему. После боя с Романом Симаковым интерес ко мне проявила промоутерская компания Main Events, так что их желание и возможность организовать мне бой с более сильным и серьёзным соперником по сравнению с теми, что были прежде.»

### Память
В феврале 2013 г. друзья Симакова заказали перчатки из камня, которые будут размещены на надгробной плите. Они выполнены из перчаток, в которых Роман проводил бой в тот роковой для него день — 5 декабря 2011 г.
11 июля 2016 года чемпион мира по боксу в полутяжелом весе по версиям WBA/WBO/IBF Сергей Ковалёв, победивший малавийца Айзека Чилембу, заявил, что отдаст весь свой гонорар, который составляет не менее одного миллиона долларов родителям Романа Симакова, который умер пять лет назад после их поединка.